# Coordination lesbienne en France
Pour les articles homonymes, voir CLF.
La Coordination lesbienne en France (CLF) est une coordination d’une vingtaine d’associations lesbiennes en France et de lesbiennes individuelles. Elle s’est constituée en mai 1997, après quelques années de vie en réseau. Ses buts sont de renforcer la visibilité et la représentation des lesbiennes dans la société, de faire progresser leurs droits et de favoriser les échanges en réseau. Elle se veut une force dans le champ politique et social, une affirmation de la citoyenneté lesbienne et de lutte contre la lesbophobie. C’est une association loi de 1901 et non mixte.
La CLF utilise pour la première fois le terme de « lesbophobie » en 1998 à Montréal, terme qui est ensuite intégré au Dictionnaire de l'homophobie.

## Historique

### Contexte
Le mouvement lesbien se constitue en France à partir de 1970 sous l'impulsion des rencontres nationales lesbiennes, et se structure en association pendant les années 1980.
Durant les années 1990 se développent des associations et des initiatives culturelles lesbiennes en France comme Les Lesbiennes se font du cinéma ou le Printemps lesbien de Toulouse.
Ce mouvement de structuration culmine avec la formation de 1990 à 1999 de vingt associations lesbiennes qui établissent des connexions entre elles et forment des collectifs. Elles se fédèrent en 1996, lors d'une rencontre à Valence (Drôme) dans la Coordination lesbienne nationale, qui prend plus tard le nom de Coordination lesbienne en France (CLF) et est officiellement créée en 1997,,. La CLF se fixe pour objectif de promouvoir la visibilité lesbienne, de rendre légitimes les droits des lesbiennes, de demander le statut d'asile pour les lesbiennes persécutées dans leurs pays d'origine et de créer des réseaux d'entraide.
Toutefois, la CLF a également fait l'objet de critiques. En 1999, lors de sa rencontre annuel, Dalida Kadri pointe son modèle économique qui favoriserait les lesbiennes blanches de classe moyenne au détriment des lesbiennes racisées venues des quartiers Nord de Lyon.
Ces collectifs investissent des espaces publics comme les Gay Pride, renommées plus tard Marche des fiertés pour se rendre visibles et mettre en avant leurs propres revendications.

## Engagements et actions de la CLF
La CLF organise des rencontres nationales et se rend visible au sein du mouvement féministe et du mouvement LGBT, afin entre autres de faire accepter le concept de lesbophobie,. Elle participe au  politique de l'Inter-LGBT. Elle soutient les luttes contre les discriminations en vue d'obtenir l'adoption et le mariage pour les couples de même sexe. Elle ne soutient pas par contre pas la gestation pour autrui (GPA) ni la légalisation de la prostitution, ce qui cause des frictions au sein de l'Inter LGBT.
Elle entame également des actions politiques et du lobbying auprès du gouvernement et des parlementaires.
Le 20 mars 1998, la CLF initie ainsi une rencontre avec Geneviève Fraisse, déléguée interministérielle aux droits des femmes pour évoquer la question de l'existence sociale des lesbiennes et leur visibilité.

### Rapport sur la lesbophobie
En 1998 le terme de « lesbophobie »  est évoqué pour la première fois à Montréal dans un rapport de la CLF intitulé « Rapport détaillé sur la lesbophobie dans le monde ». Ce rapport est présenté dans le contexte de la préparation de la Marche mondiale des femmes contre les violences et la pauvreté.
Le 31 décembre 1999 lors d'une manifestation contre le PACS des manifestants clament le slogan homophobe « les Pédés au bûcher ». Ces évènements conduisent à la proposition et l'adoption de lois contre l'homophobie,,, proposition qui ne rendent compte que de l'homophobie dirigée contre des hommes gays. C'est ainsi que la CLF décide de s'engager pour dénoncer l'homophobie ciblant spécifiquement des femmes,,.
En 2000 la CLF publie un Rapport sur la lesbophobie en France, dans lequel est souligné l'usage de la sexualité lesbienne comme objet de fantasme pornographique masculin. Le rapport indique aussi que l'effacement des rapports amoureux entre femmes participe au rejet de l'homosexualité féminine,.
À la suite de cette première utilisation du terme par la CLF, en 2003 le terme de « lesbophobie » est intégré dans une entrée rédigée par Raymonde Gérard pour le Dictionnaire de l'homophobie.

### Organisations de rencontres et engagements politiques
Elle se positionne contre le système prostitutionnel.
La Coordination lesbienne en France organise des colloques sur la question de la visibilité des lesbiennes. Le 19 mai 2007 a lieu le colloque Invisibilité, visibilité des lesbiennes,.
En 1999 une troisième rencontre a lieu à Die (Drôme). En 2004 la CLF est signataire de la lettre ouverte pour l'égalité des droits publiée par un collectif à la suite de l'agression de Sébastien Nouchet, défendant l'ouverture du mariage aux couples de même sexe, l'accès à l’adoption et à la PMA quelles que soient l’orientation sexuelle, l’identité de genre et le statut marital.
Dans le cadre des commémorations des 40 ans du Mouvement de libération des femmes (MLF), la Coordination lesbienne en France a organisé du 23 au 24 octobre 2010 un colloque intitulé Mouvement des lesbiennes, lesbiennes en mouvement. Durant ce colloque une nouveau groupe se fait connaitre les LOC (Lesbians of Color).
En 2012 à Paris, la CLF s'associe avec les LOC, les Dégommeuses, l'association Archives Recherches Cultures Lesbiennes (ARCL) et les Batucadykes pour organiser le Rassemblement d’actions lesbiennes (RAL) afin de soutenir les lesbiennes sud-africaines engagées contre les viols correctifs et la lesbophobie.

### Retrait de l'Inter-LGBT en 2014
En mars 2014, la Coordination lesbienne en France (CLF) annonce par une lettre adressée à l'Inter-LGBT son retrait, de l'organisation. Elle indique que les raisons de ce départ ont trait à son opposition à la légalisation de la gestation pour autrui (GPA) et au système prostitutionnel, et indique que si l'Inter LGBT n'a jamais pris position sur ces questions, la présence en son sein d'associations militant activement pour ces questions lui pose problème. Les trois codirectrices de la CLF Marie-Josèphe Devillers, Jocelyne Fildard et Catherine Morin Lesech évoquent une divergence de positions qui posait problème depuis plusieurs années, la décision finale actée en assemblée générale venant clarifier les choses pour ne pas associer la CLF à des mesures qu'elle ne soutient pas.

### Dissolution en 2017
Le 4 novembre 2017, l'association vote sa dissolution à l'unanimité lors de son assemblée générale, tandis que deux associations, CQFD Lesbiennes féministes et Nouvelle Collective lesbienne, reprennent les actions et dossiers en cours.
Les archives de la CLF et de la Coordination lesbienne nationale (son ancien nom) se trouvent dans le fonds Nelly Trumel.

## Publications
- Brigitte Bucheron, « Introduction à une histoire du mouvement lesbien en France, », Acte du colloque « Visibilité/invisibilité des lesbiennes » organisé par la Coordination lesbienne de France, à l’hôtel de ville de Paris le 19 mai 2007,‎ 2008 (www.bagdam.org/articles/mvtlesbienbb.html)
- Coordination Lesbienne en France, Invisibilité, visibilité des lesbiennes, Actes du colloque organisé par la CLF à l’Hôtel de Ville de Paris Samedi 19 mai 2007,, Paris, C.L.F, 2008